# Máy chủ ảo
Máy chủ ảo (virtual private server - VPS) là một máy ảo được một dịch vụ lưu trữ Internet bán dưới dạng dịch vụ. Máy chủ chuyên dụng ảo (virtual dedicated server - VDS) cũng có ý nghĩa tương tự.
VPS chạy bản sao hệ điều hành (HĐH) của riêng mình và khách hàng có thể có quyền truy cập superuser vào phiên bản hệ điều hành đó, vì vậy họ có thể cài đặt hầu hết mọi phần mềm chạy trên HĐH đó. Đối với nhiều mục đích, chúng có chức năng tương đương với một máy chủ vật lý chuyên dụng và được xác định bằng phần mềm, có thể được tạo và cấu hình dễ dàng hơn nhiều. Chúng có giá thấp hơn nhiều so với một máy chủ vật lý tương đương. Tuy nhiên, khi họ chia sẻ phần cứng vật lý cơ bản với các VPS khác, hiệu suất có thể thấp hơn, tùy thuộc vào khối lượng công việc của bất kỳ máy ảo thực thi nào khác.

## Ảo hóa
Lực lượng ảo hóa máy chủ điều khiển tương tự như dẫn đến sự phát triển của việc chia sẻ thời gian và đa nhiệm chương trình trong quá khứ. Mặc dù các tài nguyên vẫn được chia sẻ, nhưng theo mô hình chia sẻ thời gian, ảo hóa cung cấp mức độ bảo mật cao hơn, phụ thuộc vào loại ảo hóa được sử dụng, vì các máy chủ ảo riêng lẻ hầu hết cách ly với nhau và có thể chạy toàn bộ hệ điều hành có thể được khởi động lại độc lập như một phiên bản ảo.
Phân vùng một máy chủ để xuất hiện dưới dạng nhiều máy chủ ngày càng phổ biến trên các máy vi tính kể từ khi ra mắt VMware ESX Server vào năm 2001. Máy chủ vật lý thường chạy một trình ảo hóa được giao nhiệm vụ tạo, phát hành và quản lý tài nguyên của hệ điều hành "khách" hoặc máy ảo. Các hệ điều hành khách này được phân bổ một phần tài nguyên của máy chủ vật lý, thông thường theo cách mà khách không biết về bất kỳ tài nguyên vật lý nào khác tiết kiệm cho những tài nguyên được phân bổ cho nó. Khi VPS chạy bản sao hệ điều hành của riêng mình, khách hàng có quyền truy cập siêu người dùng vào phiên bản hệ điều hành đó và có thể cài đặt hầu hết mọi phần mềm chạy trên HĐH; tuy nhiên, do số lượng máy khách ảo hóa thường chạy trên một máy, VPS thường có giới hạn về thời gian xử lý, RAM và dung lượng ổ đĩa.

## Động lực
Nói chung, VPS được sử dụng để giảm chi phí phần cứng bằng cách nén một cụm máy tính chuyển đổi dự phòng thành một máy duy nhất. Do đó nó giúp giảm chi phí đáng kể trong khi cung cấp các dịch vụ tương tự. Vai trò và tính năng của máy chủ thường được thiết kế để hoạt động độc lập. Ví dụ: Windows Server 2019 yêu cầu cơ quan cấp chứng chỉ và bộ điều khiển miền tồn tại trên các máy chủ độc lập với các phiên bản Windows Server độc lập. Điều này là do các vai trò và tính năng bổ sung thêm các khu vực có khả năng xảy ra lỗi cũng như thêm các rủi ro bảo mật có thể nhìn thấy (đặt cơ quan chứng nhận trên bộ điều khiển miền đặt tiềm năng truy cập root vào chứng chỉ gốc). Điều này trực tiếp thúc đẩy nhu cầu cho các máy chủ riêng ảo để giữ lại các vai trò và tính năng của máy chủ xung đột trên một máy chủ lưu trữ. Ngoài ra, sự ra đời của các mạng được mã hóa máy ảo làm giảm các rủi ro truyền qua có thể khiến cho việc sử dụng VPS trở thành một máy chủ lưu trữ hợp pháp.

## Lưu trữ
Nhiều công ty cung cấp lưu trữ máy chủ riêng ảo hoặc lưu trữ máy chủ chuyên dụng ảo như một phần mở rộng cho các dịch vụ lưu trữ web. Có một số thách thức cần xem xét khi cấp phép phần mềm độc quyền trong môi trường ảo nhiều bên thuê.
Với lưu trữ không được quản lý hoặc tự quản lý, khách hàng tự quản lý phiên bản máy chủ của riêng họ.
Lưu trữ không giới hạn thường được cung cấp không có giới hạn về số lượng dữ liệu chuyển trên một đường băng thông cố định. Thông thường, lưu trữ không đối xứng được cung cấp với 10 Mbit/s, 100 Mbit/s hoặc 1000 Mbit/s (với một số cao tới 10Gbit/s). Điều này có nghĩa là về mặt lý thuyết, khách hàng có thể sử dụng ~ 3 TB trên 10 Mbit / s hoặc lên tới ~ 300 TB trên đường 1000 Mbit/s mỗi tháng, mặc dù trong thực tế, các giá trị sẽ ít hơn đáng kể. Trong một máy chủ riêng ảo, điều này sẽ được chia sẻ băng thông và chính sách sử dụng hợp lý nên được tham gia. Lưu trữ không giới hạn cũng thường được bán trên thị trường nhưng thường bị giới hạn bởi các chính sách sử dụng và điều khoản dịch vụ được chấp nhận. Cung cấp không gian đĩa và băng thông không giới hạn luôn luôn sai do chi phí, năng lực của nhà mạng và ranh giới công nghệ.